# ヤン・オブラク
ヤン・オブラク（Jan Oblak, 1993年1月7日 - ）は、スロベニア・シュコーフィア・ロカ出身のサッカー選手。アトレティコ・マドリード所属。スロベニア代表。ポジションはGK。
アトレティコ・マドリードでは2015-16シーズンから4シーズン連続でリーガ最優秀ゴールキーパー賞、最小失点ゴールキーパーに贈られるサモラ賞を受賞しており、データや市場価値の面からも世界最高のゴールキーパーの一人と評価されている。
ドイツの移籍市場専門サイト、Transfermarktによる推定市場価値は2022年5月現在6000万ユーロで、ゴールキーパーとして3番手、ラ・リーガでは8番目の額となっている。また2019年12月に記録した1億ユーロはアリソンやマルク＝アンドレ・テア・シュテーゲンなどを抜き、ゴールキーパー歴代最高額記録となっている。

## クラブ経歴
ゴレンスカ地方のシュコーフィア・ロカにて、中流階級の家庭に生まれたオブラクは、地元のアマチュアクラブであるNKロチャンで5歳からサッカーを始めた。父親がプロではなかったがゴールキーパーとしてプレーしており、ゴールマウス裏で父親を見ていた当時3,4歳のオブラクは父親の動きに合わせて左右に跳んでいたという。

### オリンピア・リュブリャナ
10歳の時、オリンピア・リュブリャナのユースクラブに移籍。自宅からオリンピアの練習場までは30kmほど離れており両親に送り迎えをしてもらっていたが、両親の都合が悪い時には自転車で練習場へ通うこともあった。クラブが財政難で解散した2004-05シーズンまで在籍し、その後は新たに設立されたオリンピア・リュブリャナ（別チーム）に在籍した。16歳の時に、当時クラブの正GK兼GKコーチだったロヴェルト・ヴォルクに自身を超える才能を見込まれスロベニア・リーグデビューを飾り、17歳で正ゴールキーパーになった。

### ベンフィカ
2010年6月14日、オブラクはポルトガルの名門、ベンフィカに移籍し、8月にはベイラ・マルにレンタル移籍した。1月にはオリャネンセに2010-11シーズン終了までレンタル移籍した。
2011-12シーズンは、レイリアにレンタル移籍した。 2012年1月15日、ナシオナルとの試合に出場し、リーグデビューを果たした。チームは2-2で引き分けた。
2013年7月、ベンフィカと契約が破棄されたと主張しシーズン前のトレーニングに参加しなかった。翌月末、彼は「誤解」があったと説明し、チームと2018年まで契約延長した。
2013-14シーズン、アルトゥール・モラエスのミスが続いたことで、監督のジョルジェ・ジェズスによりレギュラーに抜擢され、先発した15試合のうち13試合でクリーンシートを記録した。ベンフィカでのデビュー戦となったポルトとのオ・クラシコで2-0でのクリーンシート、ヨーロッパリーグ準決勝のユヴェントス戦での0-0のクリーンシート など、チームに多大な貢献をし、2014年7月6日には、リーグの年間最優秀ゴールキーパー賞を受賞した。

### アトレティコ・マドリード

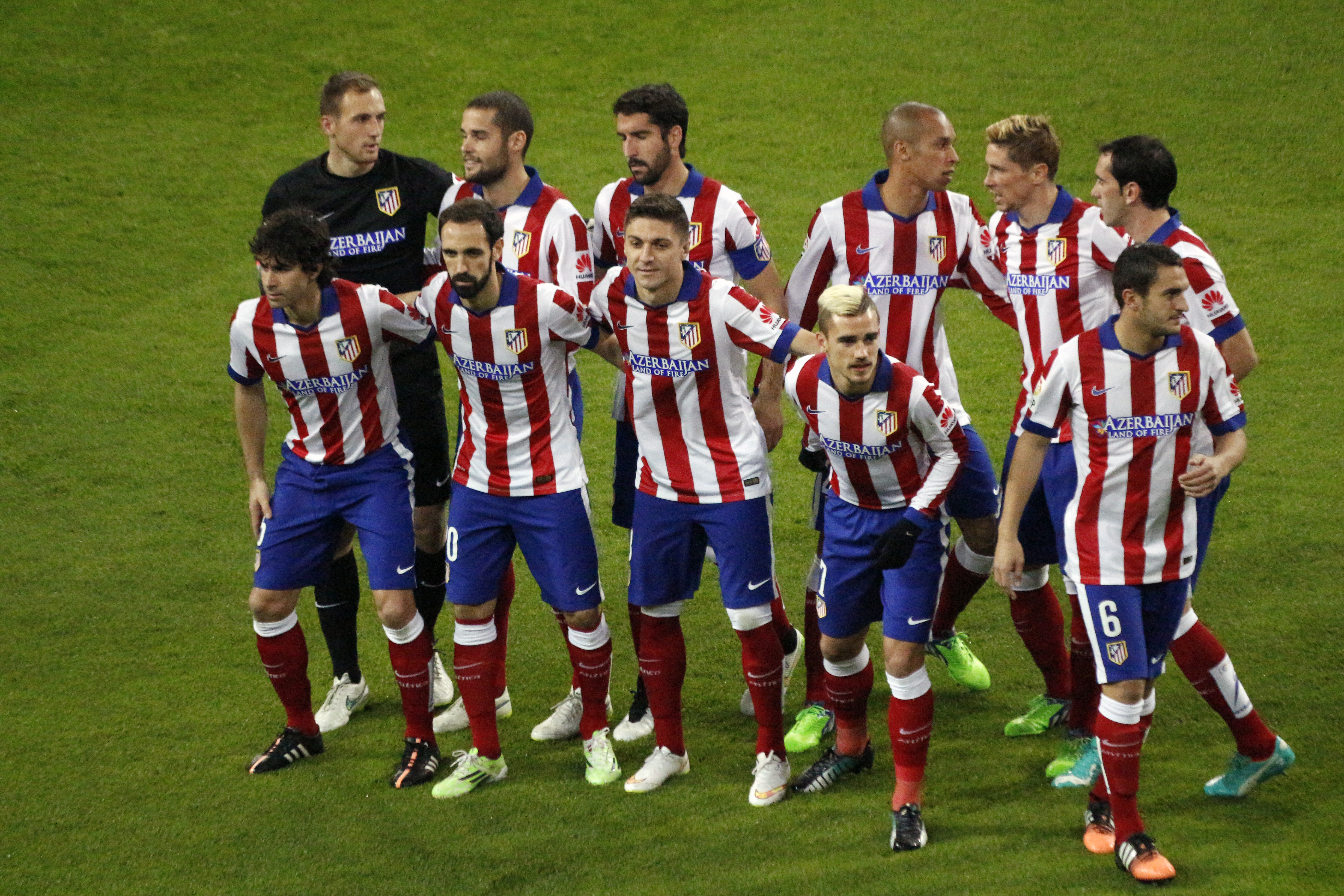
試合前のオブラクとアトレティコの選手達

2014年7月16日、アトレティコ・マドリードはベンフィカとオブラクの移籍加入について合意したと発表した。アトレティコは移籍金として1600万ユーロを支払い、ラ・リーガ史上最も高価なゴールキーパーの移籍となった。契約期間は6年。背番号はチェルシーへ復帰した前シーズンまでの正ゴールキーパー、ティボ・クルトゥワが着けていた13番となった。
2014年8月19日、スーペルコパ・デ・エスパーニャのレアル・マドリード戦で、ミゲル・アンヘル・モジャの代わりとしてクラブデビューした。 2014年9月16日、チャンピオンズリーググループステージ、オリンピアコスFC戦でチャンピオンズリーグデビューした。最初のクリーンシートは、コパ・デル・レイラウンド32、ルスピタレートで、3-0で勝利した。2015年3月17日、チャンピオンズリーグ、ラウンド16の2ndレグのバイエル・レバークーゼン戦では、23分に負傷したモジャの代わりとして出場し、ホームで1-0のクリーンシートで勝利した。PK戦では、ハカン・チャルハノールのシュートを止め、ベスト8進出に貢献した。4日後、ホームでのヘタフェ戦では、リーグデビューを果たし、チームは2-0で勝利した。
2016年2月に2021年までの契約延長を行った。 2016年5月3日、チャンピオンズリーグ準決勝の2ndレグ、アウェイのバイエルン・ミュンヘン戦でトーマス・ミュラーのPKを止め、チームは2-1で敗れたが、アウェイゴールで決勝に進んだ。決勝戦ではレアル・マドリードに敗れるも、チャンピオンズ・リーグのベスト11に選出された。リーグ戦では38試合で18失点、失点率0.47を記録し、これまで最小失点率記録だったデポルティーボ・ラ・コルーニャのフランシスコ・リアーノの1993-94シーズンの記録と並び、サモラ賞を受賞した。
2017年3月15日、チャンピオンズリーグのバイエル・レバークーゼン戦にてシュート3本を連続でセーブし、無失点の引き分けで準々決勝への通過を確実にしたことで注目を浴びた。試合後、欧州サッカー連盟のウェブサイトで「こういうことはよくある。3つのシュートをセーブすることもあれば、3つとも得点されることもある」と冷静に語った。再びチャンピオンズリーグのベスト・イレブンに選出され、2シーズン連続でサモラ賞も獲得した。また、バロンドールではゴールキーパーではダビド・デ・ヘアに次ぐ、26位にランクインした。
2018年1月28日、ラス・パルマスとの試合で、アトレティコでのリーグ戦100試合目を迎えた。リーグ戦100試合のうち、クリーンシートは59試合、失点はわずか54だった。ヨーロッパリーグ決勝では3-0のクリーンシートで勝利し、アトレティコにとって8年間で3度目となるヨーロッパリーグ優勝に貢献し、自身初となるヨーロッパでのタイトルでとなった。また、ヨーロッパリーグのベスト・イレブンに選出された。リーグ戦終了時には、37試合で22失点の記録を残し、3シーズン連続でサモラ賞を受賞した。これによりラ・リーガ最優秀ゴールキーパーに選出されたが、3シーズン連続の受賞は史上初となった。バロンドールでは、再び選出され、25位にランクインした。
2018年11月6日、チャンピオンズリーグ グループステージのボルシア・ドルトムント戦で2-0のクリーンシートで勝利し、アトレティコで100試合目のクリーンシートを記録した。これは、わずか178戦で達成した偉業であった。 2019年4月17日、アトレティコと2023年まで契約を延長した。シーズン終了後には4シーズン連続でサモラ賞を受賞し、 ビクトル・バルデスの連続受賞記録に並んだ。また、史上初となる4シーズン連続でのラ・リーガ最優秀ゴールキーパーとなった。

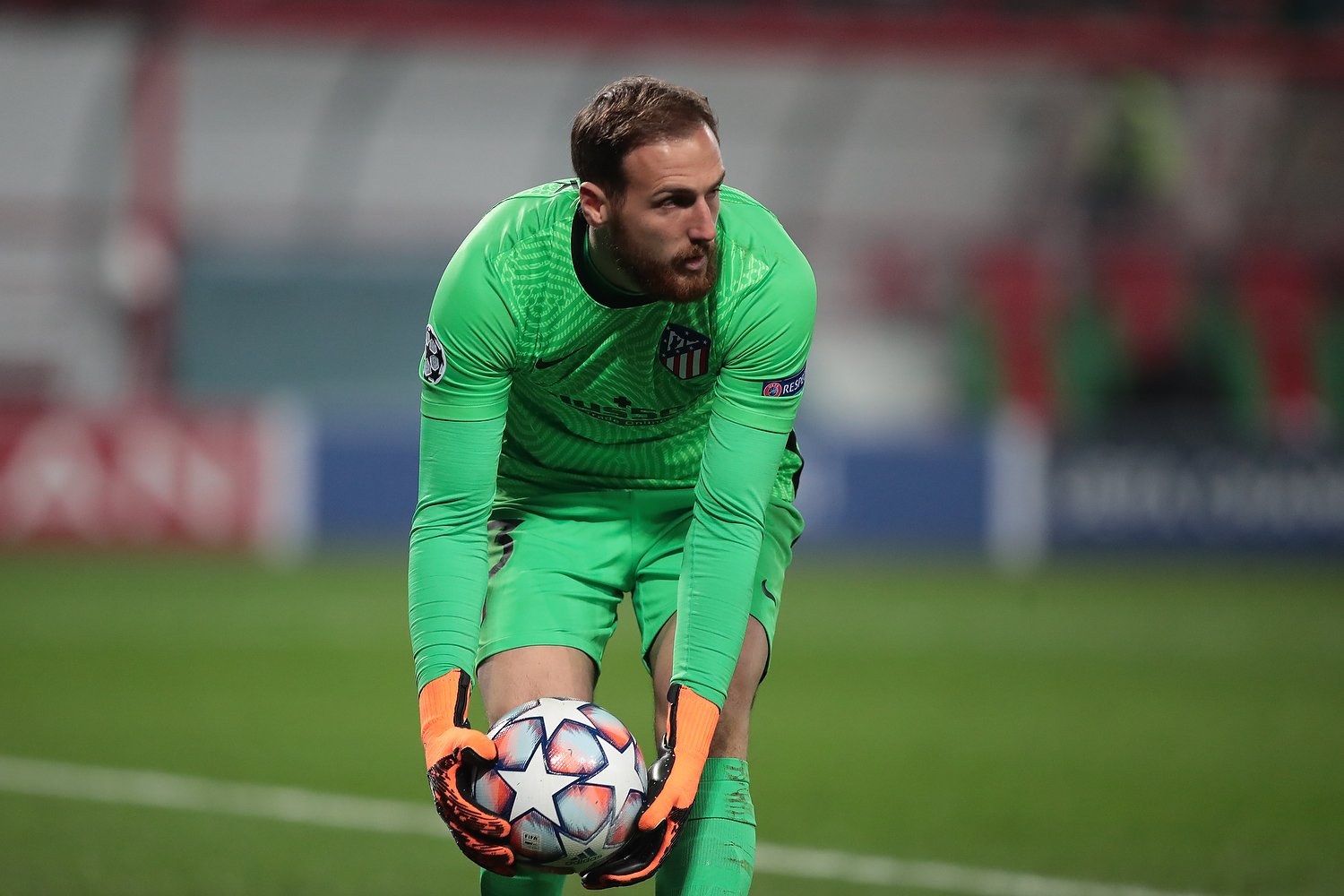
2020年

2019-20シーズン開幕前にチームの副キャプテンに指名された。 2019年10月21日、バロンドールのゴールキーパー版となるヤシン・トロフィーにノミネートされるも、4位となり受賞を逃した。 2019年12月6日、ビジャレアル戦で0-0でクリーンシートで引き分けた。この試合でリーグ戦96試合目のクリーンシートを達成し、アベル・レシーノのクラブ記録を更新した。2020年3月11日、チャンピオンズリーグ ラウンド16 2ndレグのリヴァプールFC戦では9つのシュートセーブをし、チームは3-2（2戦合計4-2）で勝利、試合後にマン・オブ・ザ・マッチに選出された。6月17日のオサスナ戦では、ラ・リーガ史上最少試合出場、かつ外国籍の選手として初めての100試合のクリーンシートを達成した。リーグ戦全38試合に出場し27失点、1試合平均0.71失点の記録を残したものの、5年連続でのサモラ賞受賞は逃した。
2020-21シーズンの5月8日、この日のラ・リーガ第35節FCバルセロナに出場し、アトレティコでの公式戦300試合出場を飾った。シーズン中18試合で無失点を達成、通算5回目のサモラ賞を受賞するなど、チームの7シーズン振りとなるリーグ優勝に貢献、この活躍からリーグの年間MVPに選出された。
2021-22シーズン、ラ・リーガ開幕節のセルタ・デ・ビーゴ戦にて先発フル出場したことで、元スペイン代表アベル・レシーノの303試合を塗り替えるクラブ史上最多出場ゴールキーパーとなった。しかし、このシーズンはチームの不調や守備陣のミスなどが重なり、昨シーズンのリーグ戦25失点から43失点へと失点数が増加した。シメオネ監督はそれでもオブラクを起用し続け、2021-22シーズンはクラブの全公式戦51試合に先発フル出場を果たした。

## 代表経歴
年代別のスロベニア代表を経験し、2015年末にサミール・ハンダノヴィッチが代表から引退した後はA代表の正ゴールキーパーを務めている。
2009年8月にスロベニアU-21代表に初招集され、同年9月9日のフランス戦でデビューした。
2012年9月11日に開催された2014 FIFAワールドカップ・ヨーロッパ予選 ノルウェー戦でA代表チームでの初出場を果たしたが、チームは2-1で敗れた。
2019年9月6日、初めてスロベニア代表チームのキャプテンとして出場した。
UEFA EURO 2024でも、キャプテンとしてチームを率いて、自国初の決勝トーナメント進出に導いた。ベスト16では、ポルトガル代表と対戦し、延長前半終了間際、クリスティアーノ・ロナウドのPKを見事にストップし、PK戦へともつれ込んだが、3-0で敗れた。

## 家族
オブラクはスロベニア人の父、Matjaž Oblak、ボスニア・ヘルツェゴビナ出身のセルビア人の母Stojanka Majkićの間に生まれた。姉であるTeja Oblak（1990年生）はプロバスケットボール選手で、スロベニア代表のメンバーである。

## プレースタイル
的確なポジショニング、鋭い反射神経、高いセービング技術を兼ね備え、世界屈指のシュートストップ力を持つ。常に冷静で判断力に優れ試合中のミスが少なく、安定して高いパフォーマンスを維持している。特に16歳でのデビュー時からベテランさながらの試合中の冷静さが評価されており、オブラク自身も自身の冷静さについて「頭の中は40歳」と冗談交じりに語っている。サッカーライターの西部謙司はオブラクの技術について「とりたてて特殊な能力があるわけではないが、ゴールキーパーとしての基本を丁寧に実行しておりシュートストップの動きに全く無駄が無い。腕の使い方が上手いためボールの勢いに負けない。ハイボールの処理やセービングの際に確実にゴールへ角度のない方向にボールを送っており、無理な体勢でもボールコントロールする能力が優れている。」と評している。
アトレティコでは、チームの戦術との兼ね合いもありビルドアップにはあまり関わらず、基本的にはゴールラインに張り付きシュートストップに専念するプレースタイルを取っている。しかし足下の技術が無いわけではなく、左右両足でビルドアップに参加できる。
プレシーズンマッチで右サイドバックを務めた経験もある。

## 個人成績

### クラブ
2023-24シーズン終了時点
| クラブ                    | シーズン     | リーグ             | リーグ | リーグ | 国内カップ | 国内カップ | リーグカップ | リーグカップ | 国際大会 | 国際大会 | その他 | その他 | 通算 | 通算 |
| クラブ                    | シーズン     | ディビジョン       | 出場   | 得点   | 出場       | 得点       | 出場         | 得点         | 出場     | 得点     | 出場   | 得点   | 出場 | 得点 |
| ------------------------- | ------------ | ------------------ | ------ | ------ | ---------- | ---------- | ------------ | ------------ | -------- | -------- | ------ | ------ | ---- | ---- |
| オリンピア・リュブリャナ  | 2008–09      | 2.SNL              | 1      | 0      | 0          | 0          | —            | —            | —        | —        | —      | —      | 1    | 0    |
| オリンピア・リュブリャナ  | 2009–10      | 1.SNL              | 33     | 0      | 0          | 0          | —            | —            | —        | —        | —      | —      | 33   | 0    |
| オリンピア・リュブリャナ  | 合計         | 合計               | 34     | 0      | 0          | 0          | —            | —            | —        | —        | —      | —      | 34   | 0    |
| ベンフィカ                | 2010–11      | プリメイラ・リーガ | 0      | 0      | 0          | 0          | 0            | 0            | 0        | 0        | 0      | 0      | 0    | 0    |
| ベンフィカ                | 2011–12      | プリメイラ・リーガ | 0      | 0      | 0          | 0          | 0            | 0            | 0        | 0        | —      | —      | 0    | 0    |
| ベンフィカ                | 2012-13      | プリメイラ・リーガ | 0      | 0      | 0          | 0          | 0            | 0            | 0        | 0        | —      | —      | 0    | 0    |
| ベンフィカ                | 2013-14      | プリメイラ・リーガ | 16     | 0      | 2          | 0          | 3            | 0            | 4        | 0        | —      | —      | 25   | 0    |
| ベンフィカ                | 合計         | 合計               | 16     | 0      | 2          | 0          | 3            | 0            | 4        | 0        | 0      | 0      | 25   | 0    |
| ベイラ・マル (loan)       | 2010–11      | プリメーラ・リーガ | 0      | 0      | 2          | 0          | 0            | 0            | —        | —        | —      | —      | 2    | 0    |
| オリャネンセ (loan)       | 2010–11      | プリメーラ・リーガ | 0      | 0      | 0          | 0          | 0            | 0            | —        | —        | —      | —      | 0    | 0    |
| ウニオン・レイリア (loan) | 2011–12      | プリメーラ・リーガ | 16     | 0      | 1          | 0          | 0            | 0            | —        | —        | —      | —      | 17   | 0    |
| リオ・アヴェ (loan)       | 2012–13      | プリメーラ・リーガ | 28     | 0      | 0          | 0          | 3            | 0            | —        | —        | —      | —      | 31   | 0    |
| アトレティコ・マドリード  | 2014-15      | ラ・リーガ         | 11     | 0      | 6          | 0          | —            | —            | 4        | 0        | 0      | 0      | 21   | 0    |
| アトレティコ・マドリード  | 2015-16      | ラ・リーガ         | 38     | 0      | 0          | 0          | —            | —            | 13       | 0        | —      | —      | 51   | 0    |
| アトレティコ・マドリード  | 2016-17      | ラ・リーガ         | 30     | 0      | 0          | 0          | —            | —            | 11       | 0        | —      | —      | 41   | 0    |
| アトレティコ・マドリード  | 2017-18      | ラ・リーガ         | 37     | 0      | 0          | 0          | —            | —            | 12       | 0        | —      | —      | 49   | 0    |
| アトレティコ・マドリード  | 2018-19      | ラ・リーガ         | 37     | 0      | 0          | 0          | —            | —            | 8        | 0        | 1      | 0      | 46   | 0    |
| アトレティコ・マドリード  | 2019-20      | ラ・リーガ         | 27     | 0      | 0          | 0          | —            | —            | 8        | 0        | 2      | 0      | 37   | 0    |
| アトレティコ・マドリード  | 2020-21      | ラ・リーガ         | 38     | 0      | 0          | 0          | —            | —            | 8        | 0        | 0      | 0      | 46   | 0    |
| アトレティコ・マドリード  | 2021-22      | ラ・リーガ         | 38     | 0      | 2          | 0          | —            | —            | 10       | 0        | 1      | 0      | 51   | 0    |
| アトレティコ・マドリード  | 2022-23      | ラ・リーガ         | 28     | 0      | 5          | 0          | —            | —            | 5        | 0        | —      | —      | 38   | 0    |
| アトレティコ・マドリード  | 2023-24      | ラ・リーガ         | 38     | 0      | 5          | 0          | —            | —            | 10       | 0        | 1      | 0      | 54   | 0    |
| アトレティコ・マドリード  | クラブ通算   | クラブ通算         | 333    | 0      | 18         | 0          | 0            | 0            | 91       | 0        | 4      | 0      | 446  | 0    |
| キャリア通算              | キャリア通算 | キャリア通算       | 429    | 0      | 24         | 0          | 6            | 0            | 94       | 0        | 5      | 0      | 558  | 0    |

1. ↑  UEFAヨーロッパリーグに出場
2. 1 2 3 4 5   UEFAチャンピオンズリーグに出場
3. ↑  UEFAチャンピオンズリーグ6試合、UEFAヨーロッパリーグ6試合
4. ↑  UEFAスーパーカップに出場
5. ↑  スーペルコパ・デ・エスパーニャに出場
6. ↑  UEFAチャンピオンズリーグ 2020-21に出場
7. ↑  UEFAチャンピオンズリーグ 2021-22に出場
8. ↑  スーペルコパ・デ・エスパーニャに出場
9. ↑  UEFAチャンピオンズリーグ 2022-23に出場
10. ↑  UEFAチャンピオンズリーグ 2023-24に出場

### 代表
試合数
2024年3月26日現在
- 国際Aマッチ 64試合 0得点（2012年 - ）

| スロベニア代表 | 国際Aマッチ | 国際Aマッチ |
| 年             | 出場        | 得点        |
| -------------- | ----------- | ----------- |
| 2012           | 1           | 0           |
| 2013           | 2           | 0           |
| 2014           | 1           | 0           |
| 2015           | 2           | 0           |
| 2016           | 6           | 0           |
| 2017           | 6           | 0           |
| 2018           | 0           | 0           |
| 2019           | 10          | 0           |
| 2020           | 5           | 0           |
| 2021           | 11          | 0           |
| 2022           | 10          | 0           |
| 2023           | 8           | 0           |
| 2024           | 2           | 0           |
| 通算           | 64          | 0           |

## タイトル

### クラブ
SLベンフィカ
- プリメイラ・リーガ：2013-14
- タッサ・デ・ポルトガル：2013-14
- タッサ・ダ・リーガ：2013-14

アトレティコ・マドリード
- プリメーラ・ディビシオン：2020-21
- スーペルコパ・デ・エスパーニャ：2014
- UEFAヨーロッパリーグ：2017-18
- UEFAスーパーカップ：2018

### 個人
- ラ・リーガ年間最優秀選手 : 2020-21
- プリメイラ・リーガ 最優秀ゴールキーパー : 2013-14
- ラ・リーガ・サモラ・トロフィー：2015-16，2016-17，2017-18，2018-19，2020-21
- ラ・リーガ チーム・オブ・ザ・シーズン：2015-16，2016-17
- UEFAチャンピオンズリーグ スカッド・オブ・ザ・シーズン：2015-16，2016-17
- ラ・リーガ 最優秀ゴールキーパー：2015-16，2016-17，2017-18，2018-19
- UEFA ラ・リーガ チーム・オブ・ザ・シーズン： 2015–16，2016–17，2017–18，2018–19
- FIFA FIFPro ワールド11 5th チーム：2017-18
- UEFAヨーロッパリーグ スカッド・オブ・ザ・シーズン：2017-18
- スロベニア年間最優秀選手：2015，2016，2017，2018
- スロベニア年間最優秀ユース選手：2012，2013